# ニューロパチー
ニューロパチー（末梢神経障害）、((英): Peripheral neuropathy）は、末梢神経あるいは神経根に病変を有する疾患の総称である。障害される神経の種類は運動神経、感覚神経、自律神経に及び、神経細胞間の正常な伝導が障害されることで様々な病態を呈する。ミクロ的には神経細胞の障害部位が軸索であるか髄鞘(シュワン細胞)であるかにより軸索変性型、脱髄型に分類される。マクロ的にどこが障害されるかによって、単神経炎・多発性単神経炎・多発神経炎に分類される。
主な疾患は、ギラン・バレー症候群、フィッシャー症候群、慢性炎症性脱髄性多発ニューロパチーが炎症性・感染性のものとして有名であり、その他の原因によるものに、糖尿病性ニューロパチー、腫瘍随伴性ニューロパチー、Crow-Fukase症候群、あるいはSLE、PN等の膠原病性血管炎に伴うニューロパチー、シャルコー・マリー・トゥース病、家族性アミロイド多発ニューロパチー等がある。外因性としてはアルコール、ヒ素、水銀、タリウム、スチレン、n-ヘキサン、またビタミン欠乏により脚気なども有名である。薬剤性としてはイソニアジドやビンクリスチンによるものが多い。

## ニューロパチーの分類
ニューロパチーは大雑把に脱髄性のものと軸索変性のものに分けられる。軸索変性はさらにワーラー変性によるものと後退変性によるものに、脱髄性のものは原発性節性脱髄と続発性節性脱髄に分類される。障害される神経線維によって症状が異なる傾向がある。大径線維優位型はAβ線維の障害のため深部感覚の障害が目立つ。特に後根神経節に病変の主座がある場合は感覚失調を伴う。こういった病気はPNSやシェーグレン症候群が知られている。小径線維優位型AδおよびC線維の表在感覚や自律神経障害が目立ち、痛みを伴うことが多い。これはアミロイドーシスや一部の糖尿病で見られている。痛みのメカニズムは内部リンク疼痛に詳しい。後根神経節に病変があると考えられる場合はシェーグレン症候群や傍腫瘍症候群（PNS）を考える。後根神経節の障害では経過が長くともaxonal aproutingが認められないのが特徴である。

### 軸索変性
ワーラー変性は外傷性や局所的軸索切断によって起こり、後退性ニューロパチー（dying back neuropathy）は悪性腫瘍や代謝障害で起こるとされている。軸索変性性の場合は急性のものではmyelin ovoidが、慢性のものではaxonal sproutingが認められる。軸索変性性ニューロパチーの場合は障害する神経線維の選択性が認められることがある。

### 脱髄
電気生理学的には神経伝導速度の減少、限局性ブロック（conduction block）、時間的分散（temporal dispersion）が認められる。

## ニューロパチーの疾患鑑別アプローチ
ニューロパチーは病歴と身体所見からもいくつかのパターンに絞り込むことができる。このパターンの絞り込みを行うには7つのKey questionが重要とされている。

### 病歴と身体所見からの情報
どの系が侵されているか？
患者の症状や徴候が運動神経、感覚神経、自律神経かこれらの複合かを見極めることである。多くのニューロパチーは感覚性である。運動症状のみならば運動性ニューロパチー、ミオパチー、神経筋接合部疾患を考慮する。
筋力低下の分布
筋力低下の原因は四肢の遠位だけなのか、近位と遠位の両方なのか、筋力低下は局所性で非対称性なのかあるいは左右対称なのかが重要になる。たとえば左右対称で近位、遠位の筋力低下があり感覚障害を伴う場合は炎症性の多発ニューロパチーを疑う。これらの代表疾患はギラン・バレー症候群や慢性炎症性脱髄性多発神経炎が該当する。また非対称性や多巣性パターンの筋力低下が見られる場合は鑑別が絞り込めることもある。感覚障害やその徴候がなく、筋力低下が週や月単位で悪化する場合は運動ニューロン病が疑われる。筋萎縮性側索硬化症が有名であるが治療可能な多巣性運動ニューロパチーの除外が重要である。非対称性で亜急性または急性の運動と感覚の障害をきたす患者では神経根症、神経叢症、圧迫性単ニューロパチー、多発性単ニューロパチーを考慮する。
感覚障害の性質
C線維の伝達する灼熱感や局在のはっきりしない痛み、Aδ線維の伝達する電撃性の痛みなど感覚障害の性質がニューロパチーの重要な情報となることがある。痛覚と温度覚が失われる一方で筋力と位置覚、振動覚、腱反射が保たれ伝導速度も正常な場合は最も考えやすいのは小径線維ニューロパチーである。小径線維ニューロパチーは糖尿病性ニューロパチーやアミロイドーシスによるニューロパチーとして有名であるが、多くの小径線維ニューロパチーは原因不明となる。固有感覚の重篤な消失も鑑別診断を絞り込める情報である。振動覚の著しい低下と正常の筋力を認める場合は感覚性神経細胞障害や感覚性神経節障害を疑う。この感覚低下が非対称であった場合や足よりも腕のほうが障害が重篤な場合は、感覚性神経細胞障害でみられるような長さ依存性ではない経過の疾患を示唆している。
上位運動ニューロン障害の徴候があるのか
左右対称性、遠位の感覚障害を示しさらに上位運動ニューロン障害の徴候がある場合はニューロパチーを伴う亜急性連合変性症などの疾患を考慮する。ビタミンB12欠乏の亜急性連合変性症は最も有名であるが、銅欠乏、HIV感染、重篤な肝疾患、副腎脊髄ニューロパチー（副腎白質ジストロフィーの異型）などの疾患も考慮する。
時間的経過
急性（数日から4週）、亜急性（4週から8週）または慢性（8週）をこえる経過か、単相性か進行性かまたは再発性かという情報が重要である。多くの場合、ニューロパチーは緩徐進行性である。急性や亜急性を示す疾患としてはギラン・バレー症候群、血管炎、糖尿病やライム病が関係した神経根症が含まれる。慢性炎症性脱髄性多発神経炎やポルフィリン症では再発性の経過をとる。
遺伝性ニューロパチーが疑われるか
感覚症状がわずかであっても診察では相当の感覚障害が認められ、多年にわたる緩徐進行性の遠位部の筋力低下を示す患者では遺伝性ニューロパチー（シャルコー・マリー・トゥース病）を考える。凹足変形をきたし脊柱側弯症が見られることもある。患者だけではなく家族も電気生理検査ができると望ましい。
他の医学的問題をかかえていないか
糖尿病、全身性エリテマトーデスなど関連した医学的問題の問診は重要である。感染症の既往、手術（胃バイパス術と栄養欠乏性ニューロパチー）、薬物（中毒性ニューロパチー、アルコール）また義歯も安定剤に亜鉛が含まれており銅欠乏の原因になりえる。

## ニューロパチーの疾患鑑別パターン分類例
上記7つの分析からニューロパチーは9つのパターンに分類でき鑑別の手助けになる。
パターン1、左右対称性で近位遠位の筋力低下があり、感覚障害を伴う
炎症性脱髄性の多発ニューロパチーでありギラン・バレー症候群や慢性炎症性脱髄性多発神経炎（CIDP）が該当する。これらの疾患では遠位部神経終末、神経根の病変は神経長に依存しないため近位筋、遠位筋ともに筋力低下をきたすと考えられている。
パターン2、左右対称性で遠位部優位の感覚障害（筋力低下の有無は問わない）
特発性または原因不明の感覚性多発ニューロパチー（CSPN）、糖尿病や他の代謝性疾患、薬物性、毒物性、遺伝性（シャルコー・マリー・トゥース病やアミロイドーシス）
パターン3、非対称性で近位遠位の筋力低下があり感覚障害を伴う
多数の神経にまたがる場合は多巣性のCIDPや、血管炎、クリオグロブリン血症、アミロイドーシス、サルコイドーシス、感染症（ハンセン病、ライム病、B型肝炎またはC型肝炎、HIV、サイトメガロウイルス）、遺伝性圧脆弱性ニューロパチー、腫瘍浸潤を考える。一本の神経または領域に留まる場合は上記のほかに圧迫性単ニューロパチー、神経叢症、神経根症を考える。
パターン4、非対称性で近位遠位の筋力低下があり、感覚障害を伴う
糖尿病による多発神経根症や神経叢症、髄膜癌腫庄やリンパ管症、遺伝性神経叢症（遺伝性圧脆弱性ニューロパチー、遺伝性神経痛性筋萎縮症）、特発性を考える。
パターン5、非対称性で遠位部優位の筋力低下があり、感覚障害がない
上位運動ニューロン徴候がある場合は筋萎縮性側索硬化症をはじめとする運動ニューロン病を考える。上位運動ニューロン徴候がない場合は進行性筋萎縮症、若年性一側性上肢筋萎縮症（平山病）、多巣性運動ニューロパチー、multifocal acuired motor axonopathyを考える。
パターン6、対称性の感覚障害と遠位部の反射消失があり、上位運動ニューロン徴候を伴う
ビタミンB12やビタミンE、銅欠乏による末梢性ニューロパチーを伴う広範な変性症、進行性白質ジストロフィー（副腎脊髄ニューロパチー）を考える。ミエロパチーの合併疾患を検討する。
パターン7、左右対称性の筋力低下があり、感覚障害がない
近位遠位の筋力低下がある場合脊髄性筋萎縮症を考える。遠位部優位の筋力低下があった場合は遺伝性運動性ニューロパチー（遠位型脊髄性筋萎縮症）または非典型的なシャルコー・マリー・トゥース病を考える。
パターン8、非対称性の固有感覚障害があり、筋力低下がない
感覚性神経細胞障害（神経節障害）の原因となるものを考える。代表例としては悪性腫瘍（傍腫瘍性神経症候群）、シェーグレン症候群、特発性感覚性神経細胞障害（ギラン・バレー症候群の亜型の可能性がある）、シスプラチンとその他の抗がん剤、ビタミンB6中毒、HIV関連感覚性神経細胞障害などが考えられる。
パターン9、自律神経症状と徴候
自律神経機能障害が目立つニューロパチーを考える。遺伝性感覚性自律神経性ニューロパチー、アミロイドーシス（家族性、後天性）、糖尿病、特発性汎自律神経異常症（ギラン・バレー症候群の亜型の可能性がある）、ポルフィリン症、HIV関連自律神経ニューロパチー、ビンクリスチンとその他の抗がん剤などが考えられる。

## ニューロパチーの検査
電気生理学的検査
病理学的検査
神経生検
腓腹神経生検はニューロパチーの評価としては滅多に行われなくなった。アミロイドニューロパチーや血管炎を疑った場合は行われる。
皮膚生検
皮膚生検は小径線維ニューロパチーの診断でときおり用いられる。

### その他の検査
全身左右対称性の末梢性ニューロパチーでは標準として全血球計算、生化学検査（電解質、腎機能、肝機能）、空腹時血糖、HbA1c、尿検査、甲状腺機能、ビタミンB12、葉酸、赤血球沈降速度、リウマトイド因子、抗核抗体、血清蛋白麺系泳動、ベンズジョーンズ蛋白を含んだ検査を行うべきである。感覚性ニューロパチーでは空腹時血糖とHbA1cが正常であっても30%程度の患者ではOGTTで異常をきたすため検査が薦められる。M蛋白が陽性の場合は血液内科にコンサルトも行う。多発性単神経炎では上記に加え、血管炎の精査としてANCA、クリオグロブリン、肝炎、ライム病のウエスタンブロット法、HIV、サイトメガロウイルスの力価の精査を行う。典型的なギラン・バレー症候群や慢性炎症性脱髄性多発神経炎では髄液検査で細胞の増加は認められない。細胞の増加があった場合はHIV感染、ライム病、サルコイドーシス、神経根へのリンパ腫や白血病浸潤を考える。重篤な感覚性運動失調がある患者では感覚神経節障害や感覚性神経細胞障害が考えられる。感覚性神経節細胞障害の最も多い原因は傍腫瘍性神経症候群とシェーグレン症候群である。

## 遺伝性ニューロパチー
シャルコー・マリー・トゥース病（CMT）は神経伝導速度検査、神経病理学、遺伝形式、特定の変異遺伝子によって分類される。CMT1は遺伝性脱髄性感覚運動ニューロパチーであり、CMT2は軸索感覚性ニューロパチである。正中神経のMCVがCMT1では38m/sに満たず、CMT2では38m/sよりもはやい。多くの場合CMT1では20～25m/sである。CMT1とCMT2は通常は小児期か成人早期に発症するが、特にCMT2ではより遅い時期に発症もある。両方共少数の例外をのぞいて常染色体優性遺伝である。CMT3は常染色体優性のニューロパチーであり幼少期に発症し重篤な脱髄またはミエリン形成不全と関連している。CMT4は常染色体劣性遺伝のニューロパチーで典型的には小児期や成人早期に発症する。X染色体性遺伝するものをCMTXという。遺伝子検査では次世代シークエンサーが用いられることもある。シャルコーマリートゥース病に対しては理学療法や装具療法以外は明らかなものはない。
遺伝性圧脆弱性ニューロパチー（HNPP）は常染色体優性遺伝でありCMT1Aと関連する。遺伝子レベルではCMT1AではPMP22が重複するがHNPPではPMP22が欠失する。蛋白質レベルではCMT1AではPMP22が増加するがHNPPではPMP22が減少する。患者は通常では10歳代から20歳代のい1本の神経支配域に起こる痛みのないしびれ感と筋力低下で発症し多発性単ニューロパチーが起こる。症候性の単ニューロパチーまたは多発性単ニューロパチーはバックパックを背負う、肘でもたれる、短時間足を組むなどといった姿勢のときにみられ、些細な神経の圧迫でしばしば突然起こる。これらの圧迫に関連した単ニューロパチーは改善するのに数週から数ヶ月かかる。付け加えると増悪寛解性や全身性または左右対称性のシャルコー・マリー・トゥース病に似た感覚運動性の末梢性ニューロパチーを呈する患者もいる。
遺伝性神経痛性筋萎縮症（HNA）は常染色体優性遺伝形式の疾患であり、腕神経叢の分布内に再発性の疼痛発作、筋力低下、感覚障害が起こり、しばしば小児期に発症する。これらの発作は特発性の腕神経叢炎と類似している。発作は分娩後、周術期、ストレスがかかったときに起こる。大半の患者は数週か数ヶ月にかけて回復する。両眼接近、内眼角贅皮、口蓋裂、合指症、小顎症、顔面の左右非対称といったわずかな形態異常の特徴がみられる。電気生理学では軸索の問題が示される。遺伝性神経痛性筋萎縮症はセプチン9の変異で起こるとされているがそのメカニズムは不明である。

## 稀な遺伝性ニューロパチー
稀な遺伝性ニューロパチーに関してまとめる。原因は脂質代謝による遺伝病、ニューロパチーを伴う遺伝性運動失調、DNA修復障害、巨大軸索ニューロパチーの4種類が知られている。脂質代謝による遺伝病としては異染性白質ジストロフィー、Krabbe病、Fabry病、副腎白質ジストロフィー、Refsum病、タンジール病、脳腱黄色腫などがある。ニューロパチーを伴う遺伝性運動失調としてはフリードライヒ失調症、ビタミンE欠乏、脊髄小脳変性症、無βリポ蛋白血症などが知られている。DNA修復障害としては毛細血管拡張性運動失調、Cockayne症候群などが知られている。巨大軸索ニューロパチーではボルフィリン症や家族性アミロイドポリニューロパチーなどが知られている。ポルフィリン症には急性間欠性ポルフィリン症、遺伝性コプロポルフィリン症、異型ポルフィリン症が知られている。家族性アミロイドポリニューロパチーではトランスサイレチン関連、ゲルゾリン関連、アポリポ蛋白A1関連が知られている。

## 後天性ニューロパチー

### 膠原病に伴うニューロパチー
多くの症例では膠原病による血管炎を背景とした末梢神経系の虚血性梗塞である。少数例だが後根神経節細胞、自律神経節細胞、三叉神経節細胞などの神経細胞体に対するニューロノパチーがある。血管炎の基礎疾患としてはANCA関連小血管炎、関節リウマチ、SLE、サルコイドーシス、全身性強皮症、巨細胞性動脈炎などが知られている。ニューロノパチーとしてはシェーグレン症候群、MCTD、全身性強皮症、overlap症候群などが知られている。

### 尿毒症性ニューロパチー
腎不全患者の約60%で長さ依存性の多発ニューロパチーがおこり、しびれ感、ピリピリ感、アロディニア、軽度の遠位筋の筋力低下がみられる。透析回数を増やしたり腎移植などで改善する。まれにギラン・バレー症候群を起こし急速進行性の筋力低下を示すことがある。

### ヒト免疫不全ウイルス
HIV感染は末梢性ニューロパチーを含めた様々神経症状を起こす。HIV関連の末梢性ニューロパチーには遠位対称性多発ニューロパチー、炎症性脱髄性多発ニューロパチー、多発性単ニューロパチー、多発神経根症、自律神経ニューロパチー、感覚神経節炎が知られている。

### 悪性腫瘍関連ニューロパチー
悪性腫瘍のある患者にはニューロパチーが起こる。神経への浸潤や圧迫などの直接浸潤、遠隔効果または腫瘍随伴症、治療の副作用、免疫抑制剤の結果などによっておこる。

### 薬剤性ニューロパチー
特に頻度として多いものは抗結核薬のイソニアジド、抗がん剤ではビンカアルカロイド系であるビンクリスチン、ビンブラスチンなど、白金製剤であるシスプラチンなど、ボルテゾミブが有名である。抗菌薬ではクロラムフェニコール、メトロニダゾール、ニトロフラントインがよく知られている。抗不整脈薬ではアミオダロンで頻度が多い。その他の薬剤としてはサリドマイド、ピリドキシン、フェニトイン、ジスルフィラム、クロロキンなどがある。
ピリドキシン（ビタミンB6）はアミノ基転移反応と脱炭酸反応の補酵素として働く必須アミノ酸である。しかし116mg/day以上の高用量の摂取は感覚異常と感覚性運動失調を伴う重篤なニューロパチーを起こす。またピリドキシンの欠乏は非特異的な多発ニューロパチーを起こす。

## 栄養障害ニューロパチー
コバラミン（ビタミンB12）
コバラミン欠乏の最も多い原因は悪性貧血である。他のゲニンとしてはベジタリアンなど食事の問題、胃切除、胃バイパス術、炎症性腸疾患、膵機能不全、細菌過剰繁殖、PPIやH2ブロッカーなどが含まれる。高齢者の場合は原因不明のこともありコバラミンの吸収不良と考えられている。コバラミン欠乏は亜急性連合変性症の原因となる。ニューロパチーとミエロパチーの合併のため四肢の腱反射が消失するがバビンスキー徴候が陽性となるのが特徴的である。
チアミン（ビタミンB1）
脚気やウェルニッケ脳症の原因として有名である。
トコフェノール（ビタミンE）
ビタミンE欠乏から長年経過するまで臨床的特徴は現れない。発症は潜在的な傾向があり進行もゆっくりである。おもな臨床症状は脊髄小脳変性症と多発ニューロパチーでありフリードライヒ運動失調症や他の脊髄小脳変性症に似ている。
ピリドキシン（ビタミンB6）
ピリドキシンは欠乏症と中毒症両方で神経症状を示す。欠乏症は多発ニューロパチーである。
ナイアシン（ニコチン酸）
ペラグラの原因であり神経症状は様々である。
銅
ビタミンB12正常の亜急性連合変性症と言われてきたもの多くは銅欠乏症であったと考えられている。ミエロパチーとニューロパチーを合併する。亜鉛の過剰は銅欠乏の原因となる。
胃切除後
胃切除後に多発ニューロパチーが出現する。多くの例では特定の栄養欠乏は指摘できないがチアミンを含んだビタミン補充で治療を行い、改善することもある。

## 圧迫性ニューロパチー、単ニューロパチー
主要な圧迫性ニューロパチーをまとめる。絞扼性ニューロパチーでは障害された末梢神経に限局した症状が出現する。しびれ感や痛みに先行し、病変の進行とともに支配筋の萎縮や筋力低下が明らかになってくる。絞扼部は被刺激性が亢進し叩打で支配領域に放散するしびれ感や痛みが出現する。これをティネル徴候という。NCSやEMGで検査可能である。原因は外傷、圧迫（微小外傷）、反復性ストレスの結果生じる。
| 疾患名                                     | 障害神経と部位               | 症状                                                               | 原因その他                                                       |
| ------------------------------------------ | ---------------------------- | ------------------------------------------------------------------ | ---------------------------------------------------------------- |
| 手根管症候群 Carpal tunnel syndrome        | 正中神経、手根管入口部       | 疼痛、しびれ感、知覚異常、母指対立筋力低下、夜間痛                 | 橈骨骨折、腫瘍、ガングリオン、妊娠、糖尿病など。中年女性に多い。 |
| 肘部管症候群 Cubital tunnel syndrome       | 尺骨神経、尺骨神経溝、肘部管 | Ⅳ、Ⅴ指放散痛と感覚異常、手の脱力と筋萎縮、巧緻運動障害             | 原因不明のものが多いが頻度は高い。外反肘による遅発性尺骨神経麻痺 |
| Guyon管症候群 Ulnar tunnel syndrome        | 尺骨神経、Guyon管            | Ⅳ、Ⅴ指放散痛と感覚異常、手の脱力と筋萎縮、巧緻運動障害             | ガングリオンが多い。骨折、脱臼、手首を酷使する職業。             |
| 撓骨神経麻痺 Radial nerve palsy            | 橈骨神経、上腕骨外側部       | 手関節背屈障害、感覚障害は軽い（腋窩部での圧迫では上腕三頭筋麻痺） | 泥酔後（Saturday night palsy）など比較的回復しやすい。           |
| 異常感覚性大腿神経痛 Meralgia paresthetica | 大腿外側皮神経、鼠径部       | 疼痛、灼熱感、知覚異常、立位歩行で増悪                             | 肥満、妊娠、コルセット着用の圧迫                                 |
| 総腓骨神経麻痺 Common peroneal nerve palsy | 総腓骨神経、総腓骨頭         | 感覚障害、足関節背屈障害、垂れ足、鶏歩                             | 手術や病気での長期臥床、泥酔、ギプスや下肢装具による圧迫         |
| 足根管症候群 Taral tunnel syndrome         | 後脛骨神経、足根管           | 足底の疼痛、しびれ感、灼熱感、筋力低下の訴えは少ない               | 足関節の外傷、ガングリオン、妊娠                                 |

### 正中神経麻痺
母指対立運動や短母指外転筋（APB 母指を垂直にたてる）の筋力低下や母指球筋の萎縮の結果の猿手が有名である。円回内筋症候群や前骨幹神経障害を含んだ、他の近位部における神経障害は非常に珍しい。これらは腕神経叢炎の部分型としておこることが多い。
手根管症候群 Carpal tunnel syndrome CTS
手根管は底部を手根骨、上部を屈筋支帯で形成される狭い空間である。この中を正中神経と9本の健が通過する。何らかの原因で手根管内の圧力が高まると正中神経の絞扼性障害が出現する。橈骨骨折、腫瘍、ガングリオン、手根骨の骨折、妊娠、糖尿病、甲状腺機能低下症、長期の血液透析などが原因として知られているが原因不明なことも多い。通常は利き手側に発症し症状も強いが、中年女性の半数以上は両側性である。橈側の3指の異常感覚で発症し夜間に増悪する。重症例では短母指外転筋の筋力低下で母指球萎縮にいたる。手関節掌側、正中神経直上でチネル徴候がよく認められる。ファーレン徴候も認められる。軽症例は夜間の副木で手首の可動性を制限させたり、副腎皮質ステロイド局注が有効である。進行れに対しては手根管開放術を行う。筋萎縮が明らかになる前に行うのがよいとされる。母指球筋が萎縮した場合を猿手という。
円回内筋症候群
正中神経は肘部で円回内筋の双頭間を通過する。この双頭間で絞扼がおこるのが円回内筋症候群である。正中神経の障害なのでCTSとも類似するが前腕の回内、肘屈曲、示指の浅指屈筋収縮によって症状が悪化する。絞扼部位のチネル徴候は陽性だが、ファーレン徴候や症状の夜間増悪は稀である。
尺骨神経麻痺
母指内転筋（AP 母指を内転）の筋力低下のほか、母指球以外の手内筋の萎縮の結果、鷲手となる。Guyon管症候群は稀である。
肘部管症候群 Cubital tunnel syndrome
尺骨神経は肘部管の高さで上腕骨内側上顆の背後から尺骨神経溝を通過し、続いて内側側副靭帯と尺側手根屈筋上腕頭、尺骨頭の間に張る弓状靭帯で囲まれた場所、すなわち肘部管を通る。絞扼は尺骨神経溝でも肘部管でも起こりえる。肘部管症候群は絞扼性ニューロパチーで最も多いが多くの症例では原因を明らかにできない。尺骨神経麻痺の症状は特徴的である。まずは尺骨神経領域の感覚障害、第Ⅴ、第Ⅳ指の鷲手変形（PIP関節の屈曲を伴う）、小指球の萎縮も生じる。背側骨間筋も萎縮する、最初に侵されるのが第一背側骨間筋で侵され方も最も強い。母指内転障害も出現する。母指内転筋麻痺を長母指屈筋で機能を代償するため、母指内転時に指節間関節が屈曲し、これをフローマン徴候という。
Guyon管症候群 Ulnar tunnel syndrome
尺骨神経は肘だけでなく手関節でも絞扼される。尺骨神経は手関節では豆状骨と有鉤骨鉤との間のGuyon管を通過する。

### 橈骨神経麻痺
橈骨神経病変は上腕骨神経溝（ラセン溝）で最も頻度が高い。意識障害や睡眠中に圧迫損傷されるためSaturday night palsyとも言われる。下垂手と腕橈骨筋の筋力低下が認められる。腋窩など高位で絞扼されない限り上腕三頭筋は通常おかされない。感覚障害は手背の母指と示指の指間部に限局するか、さらに中指の近位部までおよぶこともある。長母指外転筋（APL、母指を外転）の筋力の他、手関節や手指の伸展障害の結果起こる下垂手、腕橈骨筋の筋力低下が認められる。
後骨間神経症候群
外傷や橈骨頭骨折によっておこる。

### 腋窩神経麻痺
肩外側の感覚障害と三角筋の筋力低下が特徴である。C5神経根障害が重要な鑑別となる。肩の脱臼や上腕骨骨折など外傷で起こることが多い。その他全身麻酔で腕をあげた状態でうつ伏せの姿勢で眠ったあとや、松葉杖の使用で外側腋窩隙部位の圧迫でも起こり得る。

### 外側大腿皮神経障害
大腿外側の異常感覚や痛みを症状とする。症状は立位又は歩行で増強し坐位で軽減する。筋力は正常で膝蓋腱反射も保たれる。末梢神経の血管障害であり、太っている人がきつい下着やジーンズをはいた際などにおこりえる。

### 大腿神経麻痺
大腿神経麻痺は後腹膜の血腫、砕石位、股関節形成術や股関節脱臼、腸骨動脈閉塞、大腿動脈の処置、悪性腫瘍の血行性浸潤、鼠径部の穿通性の外傷、子宮摘出術や腎移植術といった骨盤の手術、糖尿病に続発して起こる。特発性の大腿神経麻痺もある。大腿神経麻痺では膝の進展や屈曲が困難となる。

### 坐骨神経麻痺
坐骨神経麻痺は股関節形成術、長時間砕石位におかれた患者における骨盤の処置、外傷、血腫、腫瘍浸潤、血管炎に併発して起こる。さらに多くの坐骨神経障害は特発性である。代表例は股関節骨折による骨頭の後方脱臼や大腿後方コンパートメントへの出血でおこる。梨状筋では坐骨神経、総腓骨神経、上殿神経あるいは後大腿皮神経が絞扼されることも報告されており梨状筋切開で治療される。

### 腓骨神経麻痺
腓骨神経麻痺は腓骨頭で外からの外傷で損傷されることが最も多い。通常下肢を組むことで圧迫が加わる。体重が減少した患者では神経が侵されやすい。腓骨神経麻痺では垂れ足（下垂足）と深腓骨神経領域や浅腓骨神経領域におよぶ様々な感覚障害を起こす。通常痛みはない。L5神経根症との鑑別が必要である。

### 脛骨神経麻痺
脛骨神経は坐骨神経の1分枝であり、坐骨神経病変と同様の機序で損傷される。足根管症候群は通常稀である。
前足根管症候群
深腓骨神経が足関節背側の伸筋支帯下を通過するときに生じる。
後足根管症候群
足関節の内果後方で脛骨神経が絞扼される。後足根管症候群は足底感覚障害と足内在筋の筋力低下からなる。踵の感覚はしばしば正常である。腓腹部あるいは大腿にまでおよぶ近位部への放散痛があり、この痛みは歩行や長時間の立位によって増悪し、夜間増悪もある。感覚障害は圧迫やあるいは足部内がえし強制でも悪化する。